# Irmgard Seefried

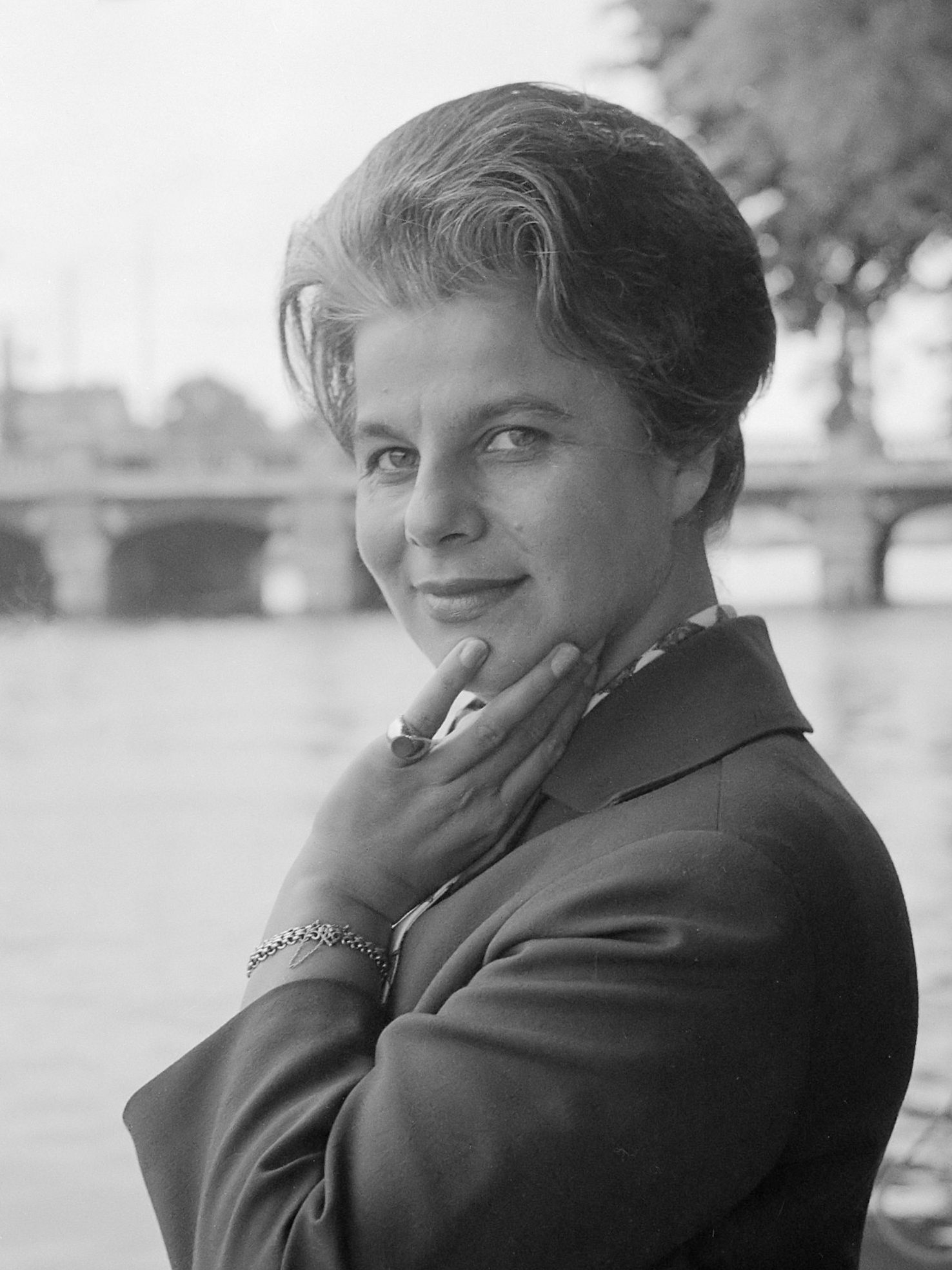
Irmgard Seefried (1962)

Irmgard Seefried (* 9. Oktober 1919 in Köngetried bei Mindelheim; † 24. November 1988 in Wien) war eine deutsche lyrische Sopranistin, die sowohl als Opern- als auch als Liedsängerin Weltruhm genoss. Sie war mit dem österreichischen Geiger Wolfgang Schneiderhan verheiratet, mit dem sie viele Lieder- und Konzertabende bestritt.

## Leben

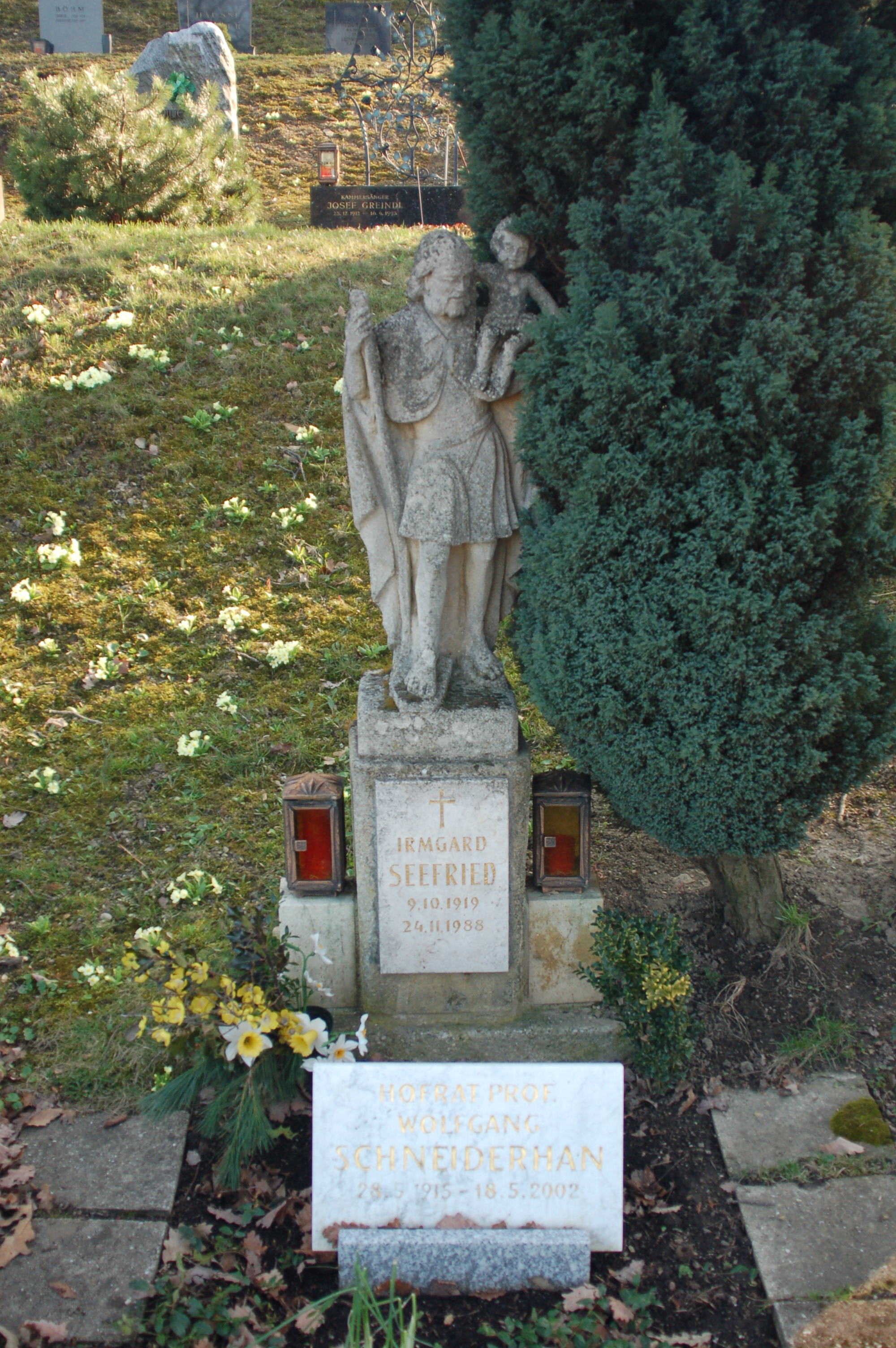
Grabmal von Irmgard Seefried auf dem Neustifter Friedhof

Irmgard Seefried studierte in Augsburg am dortigen Leopold-Mozart-Konservatorium (heute: Leopold-Mozart-Zentrum) und in München. 1940 wurde sie von Herbert von Karajan nach Aachen geholt, wo sie in Verdis Aida als Tempelsängerin debütierte. 1943 ging sie nach Wien und sang an der Staatsoper unter Karl Böhm sogleich die Eva in Richard Wagners Die Meistersinger von Nürnberg. Auf Wunsch von Richard Strauss übernahm sie 1944 zu dessen 80. Geburtstag die Rolle des Komponisten in Ariadne auf Naxos. Seefried stand 1944 auf der Gottbegnadeten-Liste.
Mitglied des Ensembles der Wiener Staatsoper blieb Irmgard Seefried ihr ganzes weiteres Leben. Seit 1946 sang sie regelmäßig an allen großen Bühnen und auf allen bedeutenden Festivals der Welt, oft unter der Leitung von Herbert von Karajan (Die Zauberflöte 1950, mit Anton Dermota als Tamino), doch auch mit Wilhelm Furtwängler (Die Zauberflöte 1951), Bruno Walter (4. Sinfonie Mahler), Karl Böhm (Die Schöpfung), Ferenc Fricsay (Fidelio) u. v. a. m.
Von der Internationalen Stiftung Mozarteum erhielt sie 1953 „in Anerkennung ihrer künstlerischen Mitwirkung bei Mozarts C-Moll-Messe“ die Lilli-Lehmann-Medaille sowie die Mozartmedaille der Mozartgemeinde Wien.
Seefried war ein bedeutendes Mitglied der „goldenen Generation“ des Soprangesangs (Schwarzkopf, Grümmer, Güden, Stader, della Casa, Nilsson, Mödl, Varnay), der sie durch ihre helle und klare Klangemission und ihre deutliche, jedoch nicht überbetonte, Diktion gerecht wurde. Sie ruht in einem ehrenhalber gewidmeten Grab auf dem Neustifter Friedhof (Gruppe 22, Reihe 5, Nummer 5) in Wien, neben ihrem Gatten.
Irmgard Seefried war die Mutter von Barbara Jacobi (der Witwe des Schauspielers Ernst Jacobi) und der Schauspielerin Mona Seefried.

## Auszeichnungen
- 1953: Lilli-Lehmann-Medaille
- 1968: Großes Bundesverdienstkreuz
- 1969: Ehrenmitglied der Wiener Staatsoper
- 1969: Österreichisches Ehrenzeichen für Wissenschaft und Kunst
- 1979: Großes Ehrenzeichen für Verdienste um die Republik Österreich
- 1979: Ehrenmedaille der Bundeshauptstadt Wien in Gold
- Ehrenring der Wiener Staatsoper
- 1980: Silbernes Ehrenzeichen für Verdienste um das Land Wien

## Einspielungen (Auswahl)
- Johann Sebastian Bach: Matthäus Passion. Karl Richter, 1958. Tenor: Ernst Haefliger, Bass Christus: Keith Engen, Bass Arien: Dietrich Fischer-Dieskau, Sopran: Irmgard Seefried. Alt: Hertha Töpper, Münchner Bach-Orchester
- Ludwig van Beethoven: Fidelio. Ferenc Fricsay, 1963. Fidelio: Leonie Rysanek – Florestan: Ernst Haefliger, Marzelline: Irmgard Seefried, Jacquino: Friedrich Lenz, Rocco: Gottlob Frick, Don Pizarro Dietrich Fischer-Dieskau, Don Fernando: Kieth Engen, Chor der Bayerischen Staatsoper, Bayerisches Staatsorchester
- Johannes Brahms: Ein Deutsches Requiem. Bruno Walter, 1953. Sopran: Irmgard Seefried, Bass: Dietrich Fischer-Dieskau,
- Gustav Mahler: Symphony Nr. 4 G-Dur. Bruno Walter, 1950. Wiener Philharmoniker
- Richard Strauss: Der Rosenkavalier. Karl Böhm, 1959.  Marschallin: Marianne Schech, Oktavian: Irmgard Seefried, Sophie: Rita Streich, Baron Ochs: Kurt Böhme, Faninal: Dietrich Fischer-Dieskau, Duenna: Ilona Steingruber, Valzacchi: Gerhard Unger, Annina: Sieglinde Wagner, Ein Wirt: Gelmut Goldmann, Chor der Staatsoper Dresden (Einstudierung: Ernst Hintze), Staatskapelle Dresden
- Richard Wagner: Die Meistersinger von Nürnberg. Fritz Reiner, 1955. Hans Sachs: Paul Schöffler, Veit Pogner: Gottlob Frick, Walther von Stolzing: Hans Beirer, Eva: Irmgard Seefried, Magdalena: Rosette Ansay, Orchester der Wiener Staatsoper
- Ambroise Thomas: Mignon. Jean Fournet, 1964.  Mignon: Irmgard Seefried, Philine: Catherine Gayer, Wilhelm Meister: Ernst Haefliger, Lothario: Kieth Engen, Chor Raymond St. Paul (Einstudierung: Roger List), Orchestre des Concerts Lamoreux, gesungen in deutscher Sprache